# João Bosco Murta Lages
João Bosco Murta Lages (Mar de Espanha, 26 de abril de 1937 - junho de 2004) foi um advogado e político brasileiro do estado de Minas Gerais.

Em 1962 foi eleito deputado estadual de Minas Gerais, atuando na suplência do legislativo mineiro durante a 5ª legislatura (1963 - 1967)

Eleito suplente de Senador da República em 1986, não chegou a assumir a cadeira no Senado. Em 1988 foi nomeado conselheiro do Tribunal de Contas do Estado de Minas Gerais - TCEMG, órgão cuja presidência exerceu entre 1997 e 1999.